# Аюб, Яссин
Яссин Аюб (фр. и нидерл. Yassin Ayoub; родился 6 мая 1994 года, Эль-Хосейма, Марокко) — нидерландский и марокканский футболист, полузащитник. Победитель Чемпионата Европы по футболу (до 17).

## Карьера
Яссин родился в марокканском городе Эль-Хосейма. Он является воспитанником клубов «Де Дейк», «Харлем», академии амстердамского «Аякса» и «Утрехт». Не сумев закрепиться в «Аяксе», Аюб отправился в Утрехт в одноименный клуб. После пяти лет в молодёжном составе «Утрехта», Аюб в 2012 году дебютировал за основной состав клуба. Яссин играл на победном для Нидерландов Чемпионата Европы по футболу (до 17). Однако, после турнира, выяснилось, что у Аюба были проблемы с сердцем. Тем не менее, позже это не отразилось на его карьере. За шесть лет Яссин сыграл 146 матчей за «Утрехт» в чемпионате Нидерландов.
В январе 2018 года подписал четырёхлетний контракт с «Фейеноордом».
22 июля 2022 года перешёл в роттердамский «Эксельсиор», подписав с клубом двухлетний контракт. 6 августа дебютировал за клуб в матче чемпионата против «Камбюра», выйдя на замену вместо Кензо Гаудмейна.